# Adel Chah
Adel Chah, aussi transcrit Âdil Châh (en persan : عادل‌شاه / 'Âdel-Šâh), mort le 20 mai 1749, est chah de Perse entre 19 juin 1747 et le 29 septembre 1748.

## Biographie
Fils d'Ibrahim Afchar, il est le neveu de Nader Chah qu'il suit sur le trône. Pour prendre le pouvoir, il fait tuer les enfants et petits-enfants de Nader Chah, n'épargnant que Chahrokh, un de ses petits-fils qui n'est âgé que de 14 ans. Il est renversé par un coup d'État de son frère Ebrahim, qui lui fait crever les yeux. Ebrahim est tué presque immédiatement après par ses troupes et Adel Chah est lui aussi mis à mort à ce moment (le 20 mai 1749).